# 무곡 (영화)
《무곡》(武曲)은 2017년 6월에 개봉한 일본의 드라마 영화이다. 쿠마키리 카즈요시가 감독을, 타카다 료가 각본을 맡았다. 일본에서는 2017년 6월 3일에, 대한민국에서는 2018년 4월 19일에 개봉되었다.

## 줄거리
지독한 트라우마에 시달리는 남자 '켄코', 검도로 인생의 진리를 깨우친 소년 '하다', 두 남자의 생사 건 피의 대결!

## 출연진
주연
- 아야노 고 - 야타베 켄고 역
- 무라카미 니지로 - 하다 토오루 역

조연
- 마에다 아츠코 - 카즈노 역
- 후부키 준 - 오노 미츠코 역
- 코바야시 카오루 - 야타베 쇼조 역
- 에모토 아키라 - 미츠무라 세뽀 역